# Mö'etüken
Mö'etüken, ook Moatugan (? - 1221) was de zoon van Chagatai en de vader van Qara Hülëgü. Hij was de favoriete kleinzoon van Genghis Khan. Tijdens een veldtocht in Transoxanië verloor hij het leven in de strijd. 
Toen zijn grootvader na zijn dood het bericht van zijn overlijden hoorde, was deze zo woedend dat hij de vallei van de Hindoekoesj zo grondig verwoestte dat daar nog een eeuw later niets groeide en niemand meer woonde in deze vallei die eens zo bekend was om haar schoonheid. 
Toen Chagatai terugkwam van zijn veldtocht, werd hij door Genghis ontboden. Deze vroeg volgens de overlevering aan Chagatai of die hem altijd zou gehoorzamen. Toen het antwoord ja was, zei Genghis: "Je zoon is dood. Ik verbied je te huilen en te klagen." Chagatai deed dit niet.
Mö'etükens zoon Qara Hülëgü volgde diens grootvader Chagatai op als khan van het Khanaat van Chagatai.